# Azaleodes brachyceros
Azaleodes brachyceros är en fjärilsart som beskrevs av Nielsen 1987. Azaleodes brachyceros ingår i släktet Azaleodes och familjen Palaephatidae. Inga underarter finns listade i Catalogue of Life.